# Les Espurrides
Les Espurrides (o cingle de les Porrides) és un cingle situat a la vila de Prades (Baix Camp) a uns 1000 metres d'altitud aproximada. També se li dona aquest nom al camí o carrer que porta al cingle. S'hi arriba pel camí que condueix a l'ermita de l'Abellera, tot passant pel costat de la "Cova del vidre" i algunes cases aïllades de nova construcció. La vegetació bàsica és alzinar amb marfull. A la primavera s'hi poden trobar força herbes aromàtiques com la farigola. Des de dalt del cingle hi ha una vista impressionant de la vila de Prades, el Pla de la Guàrdia i el Tossal de la Baltasana.